# Record du monde du pentathlon
Pour un article plus général, voir Records du monde d'athlétisme.
Le record du monde en salle du pentathlon est actuellement détenu par la Belge Nafissatou Thiam qui établit la performance de 5 055 pts le 3 mars 2023 lors des championnats d'Europe en salle d'Istanbul, en Turquie. 
Le premier record du monde du pentathlon en salle est établi par la Française Odile Lesage le 11 février 1990 avec 4 215 points. Le pentathlon en plein air a fait l'objet d'un record du monde de 1951 à 1980, avant d'être remplacé par l'heptathlon.

## Record du monde en salle
6 records du monde féminins ont été homologués par l'IAAF. 
| Points    | Athlète            | Date            | Lieu            |
| --------- | ------------------ | --------------- | --------------- |
| 4 215 pts | Odile Lesage       | 11 février 1990 | Nogent-sur-Oise |
| 4 276 pts | Odile Lesage       | 20 janvier 1991 | Liévin          |
| 4 655 pts | Liliana Năstase    | 10 février 1991 | Berlin          |
| 4 726 pts | Liliana Năstase    | 26 janvier 1992 | Bucarest        |
| 4 991 pts | Irina Belova       | 15 février 1992 | Berlin          |
| 5 013 pts | Nataliya Dobrynska | 9 mars 2012     | Istanbul        |
| 5 055 pts | Nafissatou Thiam   | 3 mars 2023     | Istanbul        |

## Record du monde en plein air (1951 à 1980)
Les records du monde du pentathlon ont été homologués par l'IAAF de 1951 à 1980. 
| Tables du pentathlon de 1950                                  |                     |                   |               |
| 4 400                                                         | Fanny Blankers-Koen | 16 septembre 1951 | Amsterdam     |
| 4 407                                                         | Aleksandra Chudina  | 9 août 1953       | Bucarest      |
| Tables du pentathlon de 1954                                  |                     |                   |               |
| 4 747                                                         | Nina Martynenko     | 7 juillet 1955    | Leningrad     |
| 4 750                                                         | Aleksandra Chudina  | 7 septembre 1955  | Moscou        |
| 4 767                                                         | Nina Vinogradova    | 12 août 1956      | Moscou        |
| 4 846                                                         | Galina Bystrova     | 16 octobre 1957   | Odessa        |
| 4 872                                                         | Galina Bystrova     | 2 novembre 1958   | Tbilissi      |
| 4 880                                                         | Irina Press         | 14 septembre 1959 | Krasnodar     |
| 4 902                                                         | Irina Press         | 22 mai 1960       | Toula         |
| 4 959                                                         | Irina Press         | 25 juin 1960      | Toula         |
| 4 972                                                         | Irina Press         | 18 octobre 1960   | Kiev          |
| 5 137                                                         | Irina Press         | 9 octobre 1961    | Tbilissi      |
| 5 246                                                         | Irina Press         | 17 octobre 1964   | Tokyo         |
| Modification d'épreuve (100 m haies à la place du 80 m haies) |                     |                   |               |
| 5 352                                                         | Liese Prokop        | 5 octobre 1969    | Wien-Südstadt |
| 5 406                                                         | Burglinde Pollak    | 6 septembre 1970  | Erfurt        |
| Tables du pentathlon de 1971                                  |                     |                   |               |
| 4 801                                                         | Mary Peters         | 3 septembre 1972  | Munich        |
| 4 831                                                         | Burglinde Pollak    | 12 août 1973      | Sofia         |
| 4 932                                                         | Burglinde Pollak    | 22 septembre 1973 | Bonn          |
| Modification d'épreuve (800 m à la place du 200 m)            |                     |                   |               |
| 4 765                                                         | Eva Wilms           | 14 mai 1977       | Göttingen     |
| 4 823                                                         | Eva Wilms           | 18 juin 1977      | Bernhausen    |
| 4 839                                                         | Nadiya Tkachenko    | 18 septembre 1977 | Lille         |
| 4 856                                                         | Olga Kuragina       | 20 juin 1980      | Moscou        |
| 5 083                                                         | Nadiya Tkachenko    | 24 juillet 1980   | Moscou        |